# 艾希霍斯特
艾希霍斯特（德語：Eichhorst，發音：[ˈaɪçˌhɔʁst] ⓘ）是德国梅克伦堡-前波美拉尼亚州梅克伦堡湖区县曾经的一个市镇，面积28.31平方千米，2012年12月31日人口为474人。2014年5月25日，艾希霍斯特与市镇格林克并入市镇弗里德兰。